# العماير (بيشة)
العماير هي إحدى قرى محافظة بيشة في الجنوب الغربي وتتبع منطقة عسير في المملكة العربية السعودية.

## التسمية والموقع
العَمَايِر: بفتح العين والميم فألف وياء مكسورة و راء، وهي جمع كلمة عمارة على وزن فعايل.
وهي قرية كبيرة على جانب وادي بيشة للرمثين من شهران وتشتهر بعماير الرقيطاء لتداخلها مع القرى المحيطة بها حيث لا تفصلها عن بعضها أي مسافات وهي كل من الرقيطاء، عطف الجبرة الدليمي والعطف وهي تقع على بعد 33 كيلو متر شمال مدينة بيشة، على الضفة الغربية لوادي بيشة، تتبع مركز النقيع، وبلدية محافظة بيشة.
تخدّم القرية عدد من المرافق المتداخلة في خدمتها مع القرى المجاورة ففيها مسجد العماير ومدرسة الرقيطاء، ومدرسة متوسطة وثانوية الرقيطاء للبنات، ومركز صحي العطف.